# Rules of Engagement
Rules of Engagement is een Amerikaanse thriller uit 2000 onder regie van William Friedkin. Het verhaal van de productie is deels militair- deels rechtbankdrama, waarin een marinier voor een militaire rechtbank wordt gedaagd. In Nederland is de film beoordeeld als voor 12 jaar en ouder, in de Verenigde Staten heeft de film een R-rating (17 jaar en ouder).
Stuntcoördinator Buddy Joe Hooker werd voor de film genomineerd voor een Taurus World Stunt Award.

## Verhaal
Het thema van de film is de botsing tussen twee werelden, enerzijds die van de politici in Washington en anderzijds die van de officieren die het beleid moeten uitvoeren. In beide werelden geldt "do whatever it takes to get the job done", maar de politici doen het in comfortable kantoren, vanachter het bureau. Het scenario van de film is geschreven door een officier in de mariniers, die ook een tijd als politicus in Washington heeft gediend, naar een boek dat hij zelf geschreven heeft: de film berust niet op enige historische gebeurtenis.
De film is sterk gericht op de twee hoofdpersonen, beiden kolonel in de US Marines: de beklaagde en zijn juridische verdediger. Van beiden wordt het handelen in beeld gebracht. Achtergrondinformatie wordt beperkt verschaft.

## Rolverdeling
| Acteur            | Personage                      |
| ----------------- | ------------------------------ |
| Tommy Lee Jones   | Kolonel Hayes Hodges           |
| Samuel L. Jackson | Kolonel Terry L. Childers      |
| Guy Pearce        | Majoor Mark Biggs              |
| Ben Kingsley      | Ambassadeur Mourain            |
| Bruce Greenwood   | Veiligheidsadviseur Bill Sokal |
| Anne Archer       | Mevrouw Mourain                |
| Blair Underwood   | Kapitein Lee                   |
| Philip Baker Hall | Generaal H. Lawrence Hodges    |
| Dale Dye          | Generaal Perry                 |
| Amidou            | Dr. Ahmar                      |
| Mark Feuerstein   | Tom Chandler                   |
| Richard McGonagle | Rechter E. Warner              |
| Baoan Coleman     | Kolonel Binh Le Cao            |
| Nicky Katt        | Hayes Hodges III               |
| Ryan Hurst        | Kapitein Hustings              |